# 1,18-二溴十八烷
1,18-二溴十八烷是一种有机溴化合物，化学式为C18H36Br2。

## 制备
1,18-二溴十八烷可由NBS和1,18-十八烷二醇在三苯基膦的存在下于THF中反应制得。

## 性质
它和硫代乙酸钾在THF中加热反应，可以得到硫代乙酸-S-18-溴十八酯。它和二苯基膦基钾反应，得到1,18-二(二苯基膦基)十八烷。